# Komodo (sziget)
Komodo az indonéziai szigetvilágot alkotó 17 508 sziget egyike. A sziget különösen a komodói varánusznak, a világ legnagyobb gyíkjának természetes élőhelyeként ismert, mely a nevét a szigetről kapta. A sziget szárazföldi területe 390 km², lakóinak száma több mint 2000 fő. A sziget lakói az ide száműzött korábbi fegyencek leszármazottai, akik a Celebeszről származó bugikkal keveredtek. A lakosság többsége az iszlám vallás követője, de kis számban vannak közöttük keresztények és hinduk is.

## Elhelyezkedése
Komodo földrajzilag a Kis-Szunda-szigetcsoport, közigazgatásilag Indonézia Kelet-Nusa Tenggara tartományának része. Két lényegesen nagyobb sziget között fekszik: tőle nyugatra Sumbawa, keletre Flores található. A sziget a Komodo-szigetek Nemzeti Parkhoz tartozik.

## Története
A környéken létező sárkányról szóló történetek már régóta széles körben felkeltették az érdeklődést, de senki sem látogatott el a szigetre mindaddig, amíg az 1910-es évek elején a közeli Flores szigeten állomásozó holland tengerészek elbeszélései nem említettek egy titokzatos élőlényt.  A lény állítólag egy sárkány volt, ami a Kis-Szunda-szigetek egyik kis szigetén élt.
A holland tengerészek elbeszélései szerint a lény a hét méter hosszúságot is elérte, szájából tüzet okádott. A jelentéseket meghallván Steyn van Hensbroek hadnagy, a holland gyarmati igazgatás Floresen állomásozó tisztje expedíciót szervezett a Komodo szigetre. Felfegyverezve, katonák kíséretében szállt partra a szigeten, és egy néhány nap alatt sikerült elejtenie a különös állatok egyikét.
Van Hensbroek a bázisukra szállította az állatot, ahol lemérték azt. Hossza 2,1 méter volt, alakja hasonlított egy gyíkéra. A további példányokról Peter A. Ouwens, a bogori (Jáva) állattani múzeum és botanikus kert igazgatója készített fényképeket. Az Ouwens által készített feljegyzések az első megbízható dokumentumok a napjainkban komodói sárkánynak ismert állatfajról.

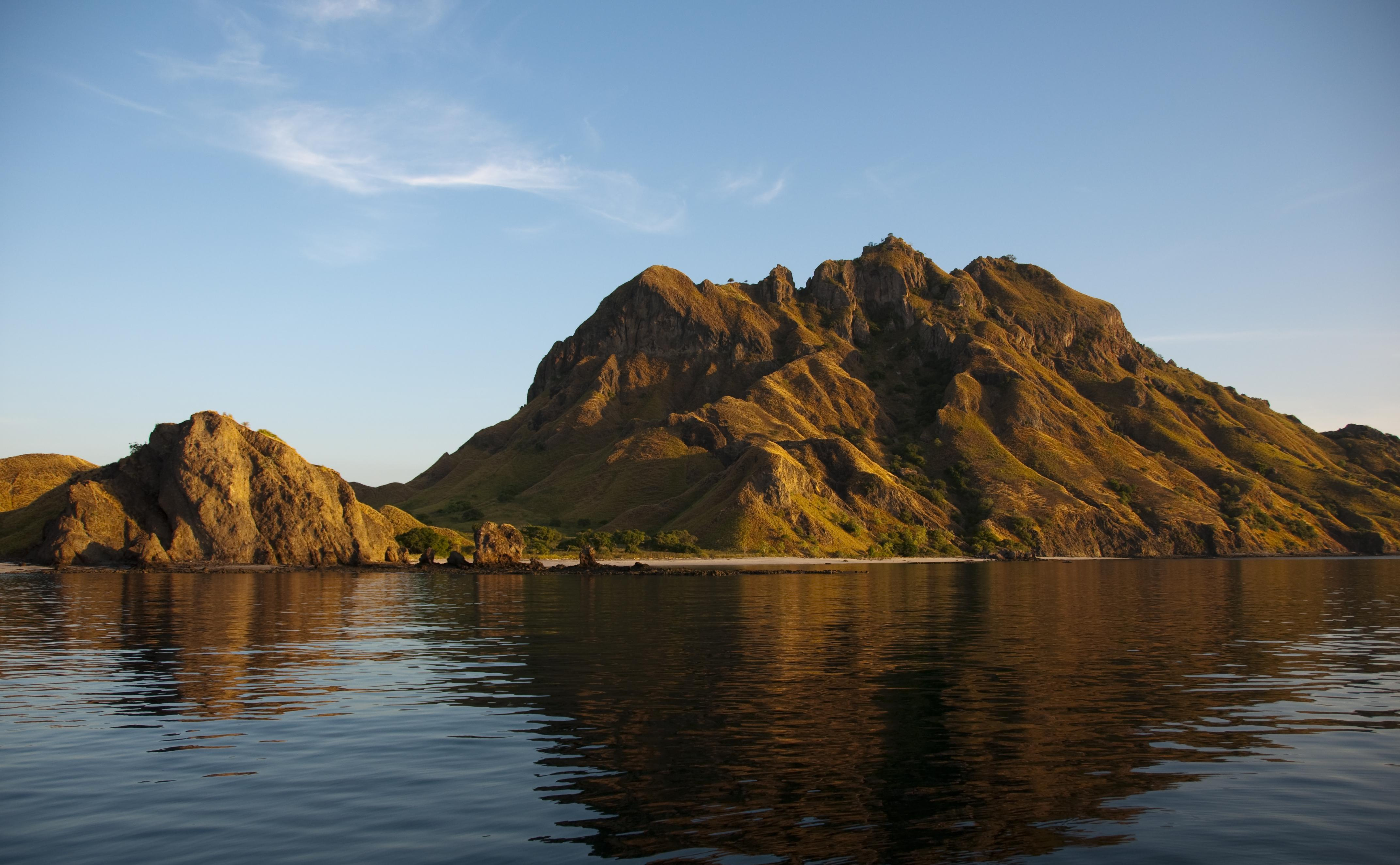
Napkelte Komodón

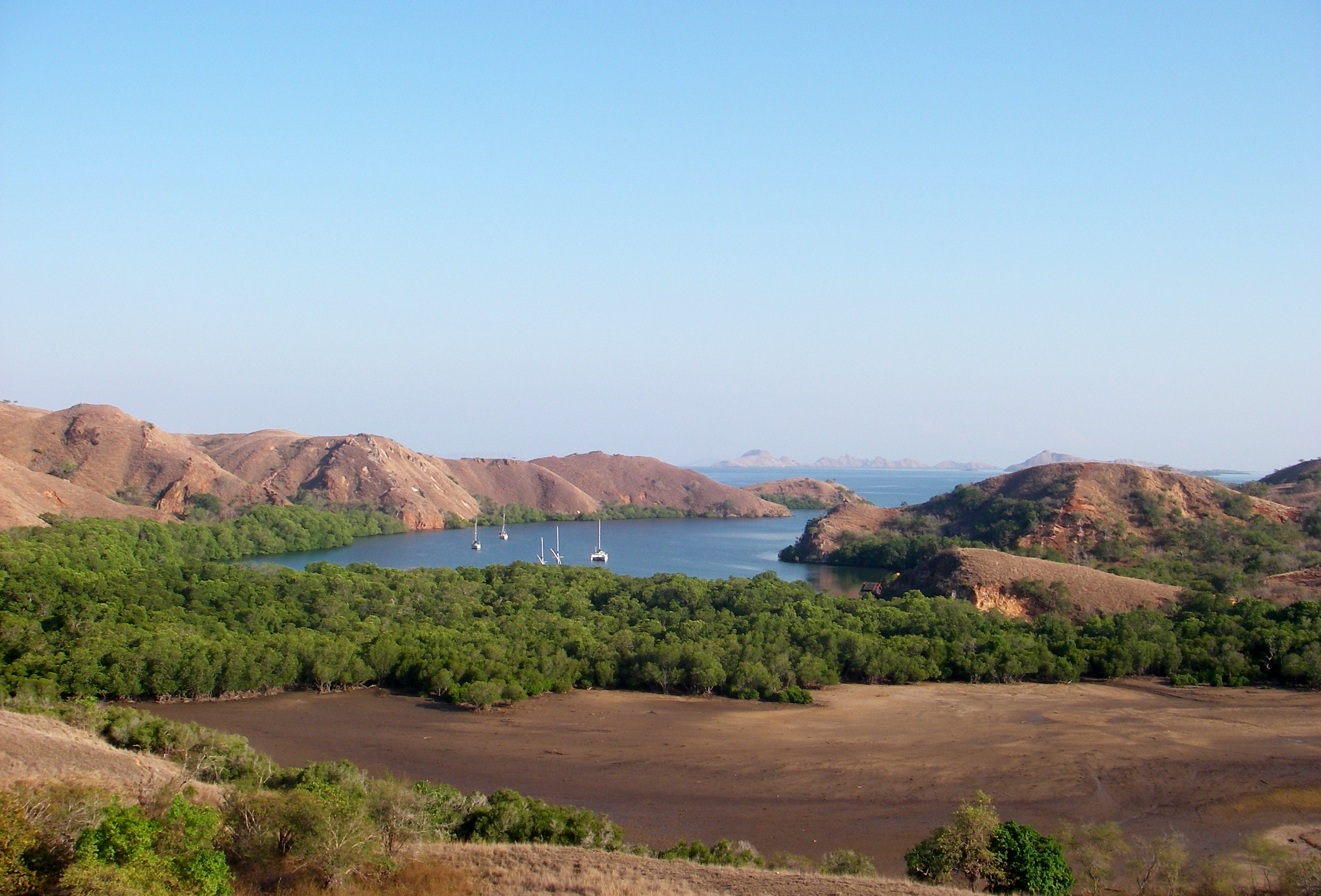
Komodo

Ouwens további mintákat akart beszerezni, ezért vadászokat bízott meg, akik egy 3,1 méteres és egy 3,35 méteres példányt lelőttek, és két, egy méteresnél kisebb fiatal egyedet fogságba ejtettek. Ouwens a minták vizsgálata alapján megállapította, hogy a komodói sárkány nem okád tüzet, hanem a varánuszfélékhez tartozik. Kutatási eredményeit 1912-ben publikálta. Ouwens a hatalmas gyíkot Varanus komodoensisnek nevezte, ismertebb neve komodói sárkány vagy komodói varánusz. A holland kormány, felismerve a faj veszélyeztetettségét, 1915-ben a gyíkok védelmét rendelte el.
A komodói sárkány egyfajta élő legendává vált. A felfedezése óta eltelt évtizedekben számos ország indított expedíciót a szigetre a faj vizsgálatára.
Komodo szigete 2011. november 11-én bekerült a világ hét legújabb természeti csodája közé, bár a döntés egyes vélemények szerint ellentmondásos módon született.

## Állatvilága

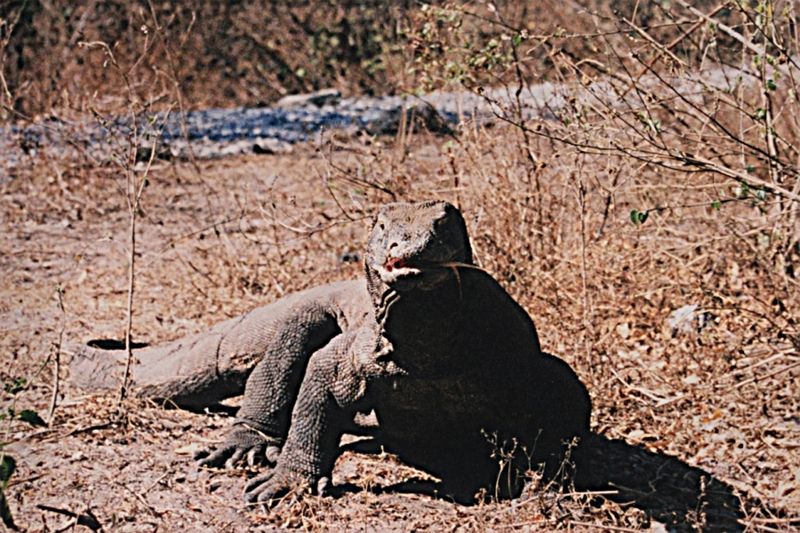
Komodói sárkány

A sziget nemcsak az egykori fegyencekről, hanem a rajta élő állatvilágról is híres. A komodói sárkány, a világ legnagyobb élő gyíkja a szigetről kapta a nevét. A sárkány egy varánuszféle, mely Komodót, néhány kisebb környező szigetet, valamit Flores nyugati részét népesíti be. A szigeten él a sörényes szarvas is, bár nem őshonos. További fajok: cibetmacskafélék, kakadufélék, makákó.

## Pink Beach
Komodo egyik partszakaszán a homok rózsaszínű. A világon összesen hét ilyen part található. A homok színe a fehér homok és az elpusztult likacsosházúakból  keletkezett vörös színű homok keveréke.

## Fordítás
- Ez a szócikk részben vagy egészben  a   Komodo (island) című angol Wikipédia-szócikk ezen változatának fordításán alapul.  Az eredeti cikk szerkesztőit annak laptörténete sorolja fel. Ez a jelzés csupán a megfogalmazás eredetét és a szerzői jogokat jelzi, nem szolgál a cikkben szereplő információk forrásmegjelöléseként.